# Facepalm
Facepalm (englisch face ‚Gesicht‘ und palm ‚Handfläche‘) ist ein Begriff des Internetjargons. Das Meme beschreibt die nonverbale Geste, in der eine Hand Teile des eigenen Gesichts bedeckt, insbesondere die Augen. Die Geste bringt gegenüber einer anderen Person als Reaktion eine Betroffenheit zum Ausdruck, die sich aus einer beobachteten situativen logischen, urteilenden oder Gedächtnis-Fehlleistung des anderen ergibt.

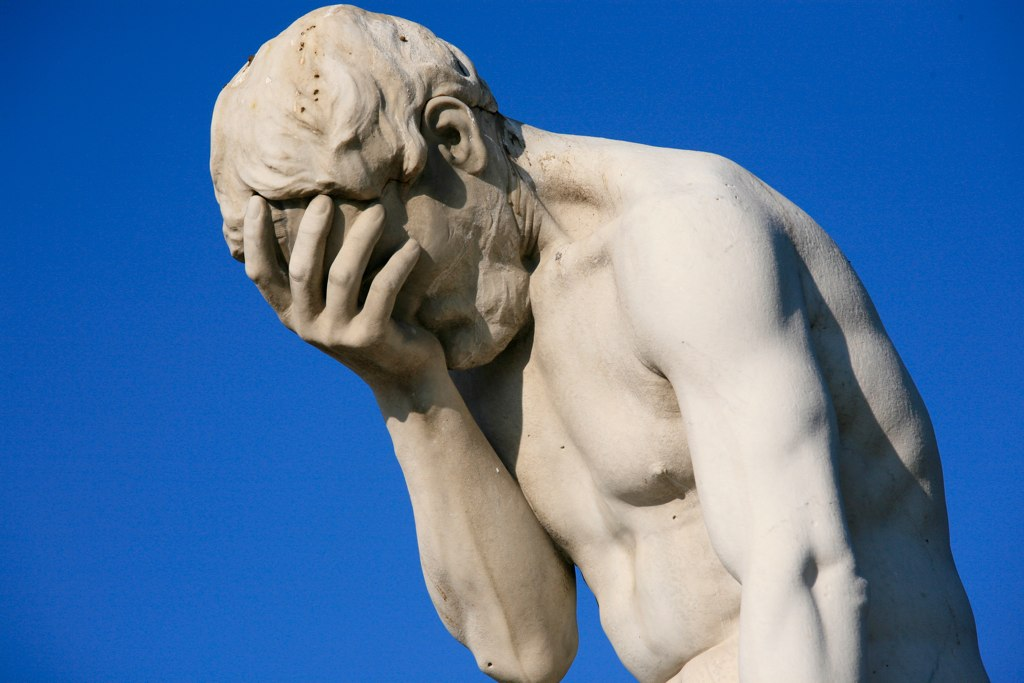
Caïn (dt. Kain) von Henri Vidal im Jardin des Tuileries (Paris), 1896.

Der Facepalm soll verschiedene Gefühle (Fassungslosigkeit, Scham, Verlegenheit, Skepsis, Frustration, Ekel oder Unglück), vor allem aber Ärger und „Fremdscham“ über die „Dummheit“ oder Ungeschicklichkeit einer Person oder Tat ausdrücken.
Eine vergleichbare Redewendung ist im Deutschen das „sich an den Kopf fassen“ oder „sich an den Kopf greifen“. Dies kann als „kein Verständnis für etwas haben“ interpretiert werden.

## Internetkultur

Facepalm im Smiley-Stil

Populär wurde der Facepalm als memetisches Internetphänomen im Jahr 2007 in Form eines Bilds von Patrick Stewart als Captain Jean-Luc Picard aus der Serie Raumschiff Enterprise – Das nächste Jahrhundert, auf dem er diese Geste ausführt.
Dabei ist anzumerken, dass der am häufigsten verwendete Szenenausschnitt im Kontext der Episode eher tiefe Bestürzung, Resignation und Traurigkeit über die Umstände darstellt und nicht die Fremdscham, die das Internet-Meme ausdrücken soll. Wie bei Internetmemen üblich, wurden schnell weitere Bilder gefunden oder konstruiert, die die Geste abbilden. In Internetdiskussionen, -kommentaren oder anderen Online-Beiträgen werden solche Bilder als Reaktion auf Aussagen verwendet, die  für lächerlich, falsch oder dumm erachtet werden.
In Foren und Chats wird das Wort zwischen Sternchen: *facepalm* (Inflektiv)  oder als Emoticon mit der Zeichenfolge m( geschrieben, um auszudrücken, dass der Autor diese Geste ausführt.
Im Unicode-Standard ist ab Version 9.0 das Emoji 🤦 unter dem Codepoint U+1F926 mit dem Namen „Face Palm“ enthalten.